# Débarquement de Kips Bay
Guerre d'indépendance des États-Unis
Batailles
- Long Island
- Kips Bay
- Harlem Heights
- Pell's Point
- White Plains
- Fort Washington
- Embuscade de Geary (en)
- Iron Works Hill
- Traversée du Delaware par George Washington
- Trenton
- Assunpink Creek
- Princeton
- Guerre du fourrage (en)
- Millstone

Le débarquement à Kips Bay est un débarquement militaire effectué le 15 septembre 1776 par les Britanniques durant la campagne de New York et du New Jersey de la guerre d'indépendance des États-Unis, sur la rive est de l'île connue aujourd'hui sous le nom de Manhattan.
L'importance du bombardement effectué par les forces navales britanniques sur l'East River causa la fuite des soldats inexpérimentés qui gardaient la zone accostable, laissant la voie libre pour un débarquement. Après celui-ci, les manœuvres des Britanniques faillirent encercler totalement les troupes de l'Armée continentale qui étaient restées au sud-est de l'île. La fuite des Américains fut tellement rapide que George Washington, qui essayait de les rallier, fut exposé dangereusement près des lignes ennemies.
L'opération fut une victoire décisive des Britanniques. Elle causa le repli de l'armée continentale jusqu'à Harlem Heights, ce qui laissa New York et la moitié sud de l'île à l'adversaire. Le jour suivant, cependant, les deux camps se livrèrent bataille à Harlem Heights de laquelle les Américains sortirent victorieux.

## Contexte
Entre 1775 et 1776, la guerre d'indépendance des États-Unis ne s'était pas bien passée pour les Britanniques. Au cours du siège de Boston, l'arrivée de l'artillerie lourde de l'Armée continentale força le général William Howe à se replier jusqu'à Halifax, Nouvelle-Écosse, en mars 1776. Il y regroupa ses troupes, y obtint des vivres et des renforts, puis embarqua en juin pour lancer une campagne visant à s'emparer de New York. Le général George Washington, anticipant un projet de ce genre, envoya son armée dans la ville pour assister le général Israel Putnam dans la préparation de la défense, une tâche rendue complexe par le grand nombre de lieux de débarquement possibles pour les Britanniques.
Les troupes de Howe débarquèrent sans opposition sur Staten Island au début juillet, puis sur Long Island, où l'Armée continentale avait organisé des défenses importantes, le 22 août. Ce jour-là, Howe parvint à vaincre les troupes de Washington durant la bataille de Long Island. La situation était précaire pour les Américains, qui se retrouvaient avec l'armée ennemie en face, et l'East River derrière eux. La nuit du 29 au 30 août, Washington réussit à évacuer ses 9 000 soldats jusqu'à York Island, le nom de Manhattan à l'époque.
Malgré la discipline et l'unité dont ils avaient fait preuve durant l’évacuation, l'armée américaine fut rapidement gagnée par le désespoir et la colère. Un grand nombre d'hommes, dont l'enrôlement s'achevait en août, repartirent chez eux. Le commandement était remis en cause dans les rangs, certains soldats déclarant ouvertement qu'ils étaient pour le retour du charismatique général Charles Lee. Washington envoya une lettre au Second Congrès continental à Philadelphie, demandant des instructions, en particulier si New York, qui n'occupait à l'époque que l'extrémité sud de l'île, devait être abandonnée et incendiée pour ne rien laisser à l'ennemi. « D'un côté, [les Britanniques] en tireraient de grandes commodités ; d'un autre, beaucoup de biens seraient détruits », écrivit-il.

## Données géographiques de l'époque

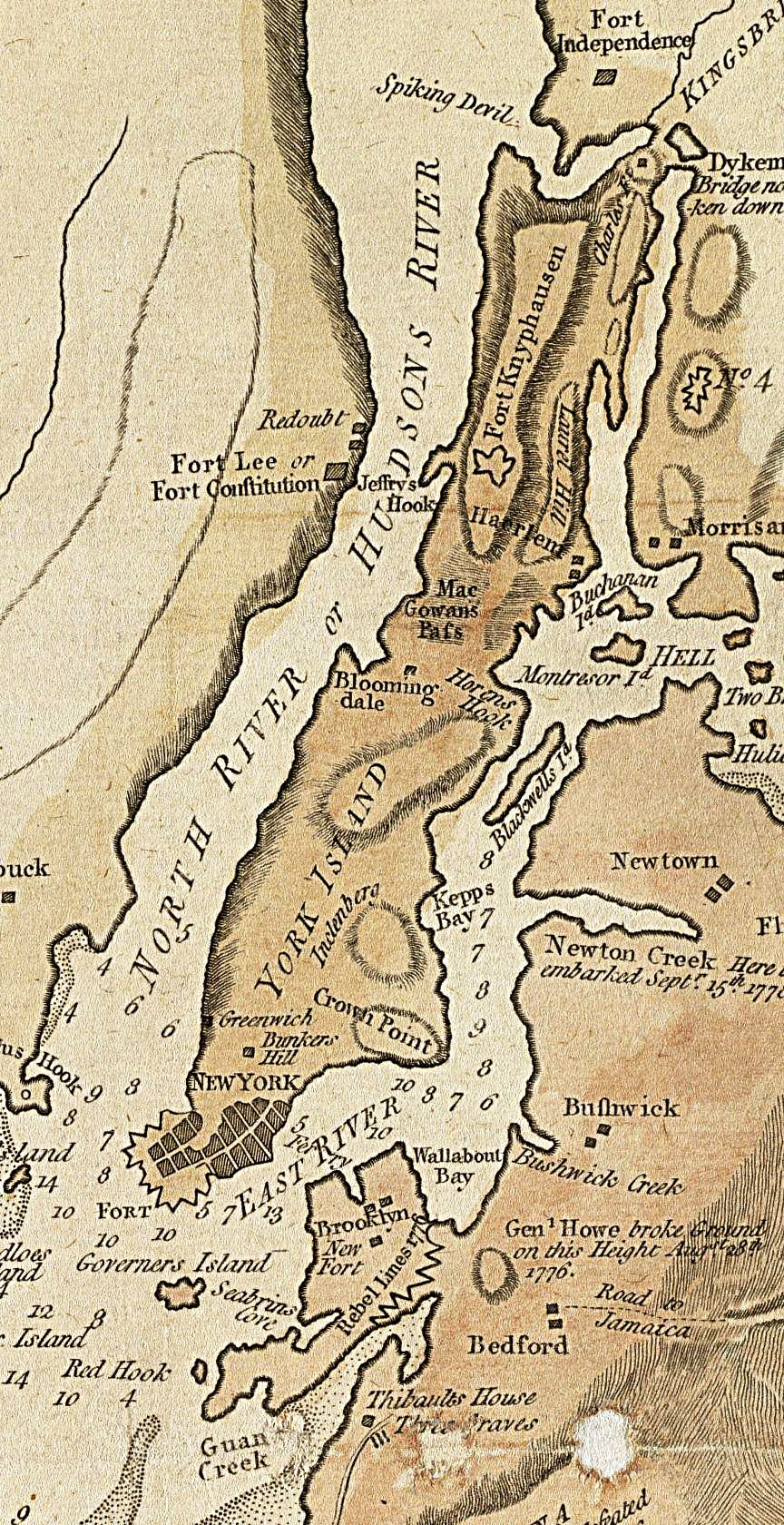
Carte britannique de New York en 1781.

L'île de York (York Island) était à l'époque principalement occupée à son extrémité sud (la partie aujourd'hui connue sous le nom de Lower Manhattan) par la ville de New York, à son extrémité ouest par Greenwich Village et au nord par le village de Harlem. Le centre de l'île, peu peuplé, comprenait quelques petites collines, entre autres Indianburg et Crown Heights. Des ferrys reliaient l'île aux terres environnantes : le principal joignait le comté de Westchester (dans la partie devenue depuis le Bronx), traversant la Harlem River à King's Bridge, près de l'extrémité nord de l'île. L'île était bordée par deux cours d'eau, à l'ouest par l'Hudson et à l'est par l'East River, qui la séparait de Long Island. Kips Bay était une crique située sur la rive est de l'île, qui s'étendait approximativement de l'actuelle 32e à la 38e rue et jusqu'à la Deuxième Avenue. La crique n'existe plus telle quelle, ayant été remblayée ; mais en 1776, c'était un très bon emplacement pour un débarquement, avec ses eaux profondes proches de la berge, et une grande prairie permettant de rassembler efficacement les troupes. À l'opposé, sur Long Island, l'estuaire de Newtown Creek, lui aussi entouré par des prairies, permettait un embarquement tout aussi efficace.

## Les plans

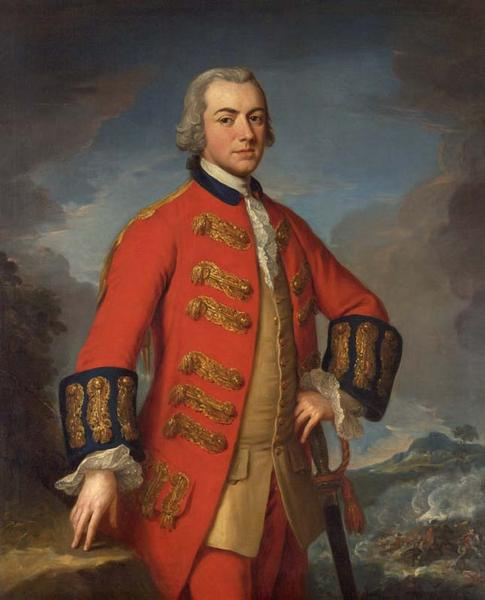
Le général Sir Henry Clinton.

Washington, incertain de ce que déciderait le général Howe, répartit ses troupes le long de la côte de l'île de York et sur la rive de Westchester, et se mit en quête d'indices concernant les plans de Howe. Il ordonna un attentat contre le HMS Eagle, le vaisseau-amiral du frère du général Howe, Richard Howe, l'amiral responsable de la Royal Navy à New York. Le 7 septembre, dans ce qui fut la première tentative documentée d'utilisation d'un sous-marin pour une opération militaire, le sergent Ezra Lee se porta volontaire pour piloter le sous-marin Turtle jusqu'à l’Eagle pour y attacher des explosifs. La perceuse du submersible heurta une bande de fer qu'elle ne put pénétrer, et Lee fut incapable d'attacher les explosifs. Il put toutefois s'échapper, mais dut abandonner sa charge explosive pour éviter les barques envoyées par les Britanniques, alors qu'il avait fait surface pour s'orienter. La charge explosa sans causer de dégâts dans l'East River.
Pendant ce temps, les troupes britanniques, menées par le général Howe, s'avançaient au nord en suivant la berge est de l'East River, en direction de King's Bridge. Durant la nuit du 3 septembre, la frégate britannique Rose profita d'une marée montant vers le nord ; remorquant une trentaine de bateaux à fond plat, elle put atteindre Newtoon Creek, où elle mouilla. Le lendemain, davantage de petits bateaux la rejoignirent, et trois navires de guerre, les HMS Renown, HMS Repulse et HMS Pearl, accompagnés de la goélette HMS Tryal, naviguèrent dans l'Hudson,.
Le 5 septembre, le général Nathanael Greene, tout juste rétabli d'une maladie, envoya à Washington une lettre dans laquelle il l'exhorta de se retirer immédiatement de New York, arguant que la ville ne pouvait être défendue si Long Island n'était plus tenue. Avec une armée dispersée en plusieurs campements sur toute l'île, les Américains ne seraient pas capable de s'opposer à l'avancée des Britanniques ; une autre défaite de cette taille, d'après lui, serait, à cause des pertes qu'elle infligerait et en raison du coup qu'elle porterait au moral des troupes restantes, catastrophique. Il recommanda à Washington d'incendier la ville, disant qu'une fois que les Britanniques s'en seraient emparés, il serait impossible de la récupérer sans disposer d'une force navale comparable ou supérieure à la leur. En résumé, il n'y avait pas, selon Greene, de bénéfice à tirer d'une défense de New York pour les Américains. Le général conseilla à Washington de convoquer un conseil de guerre. Cependant, au moment où le conseil était assemblé, le 7 septembre, une lettre de John Hancock lui parvint, où il était stipulé que le Congrès, bien qu'il voulût que New York ne fût pas détruite, n'obligeait pas à Washington de la défendre,. Le Congrès avait aussi décidé d'envoyer une délégation de trois hommes pour parlementer avec Lord Howe, composée de John Adams, Benjamin Franklin et Edward Rutledge.

## Les préparatifs

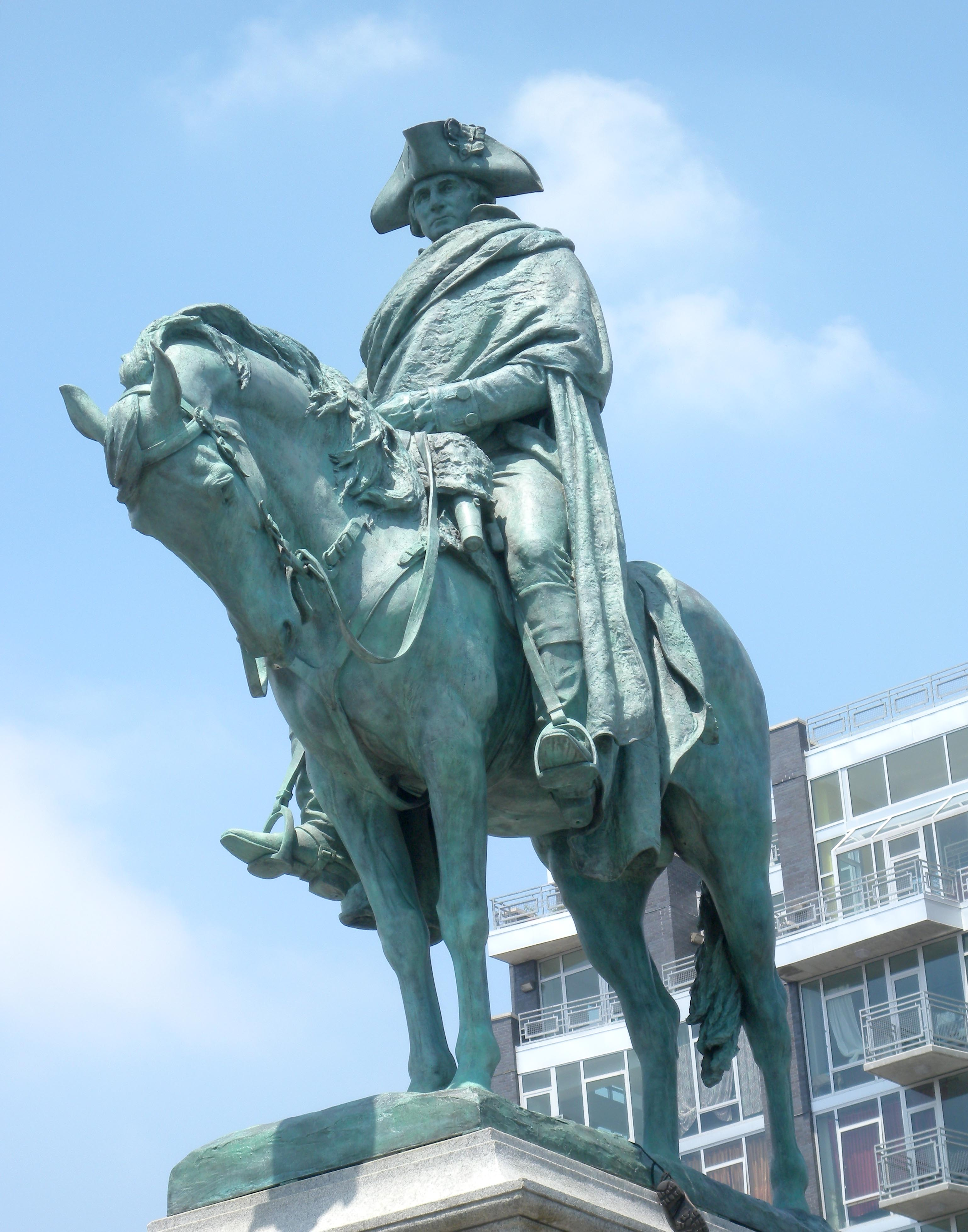
Statue de George Washington à Brooklyn.

Le 10 septembre, les troupes britanniques quittèrent Long Island et occupèrent Montresor's Island, une petite île située dans l'estuaire de la Harlem River. Deux jours plus tard, le 11 septembre, la délégation du Congrès arriva sur Staten Island et rencontra l'amiral Lord Howe pendant plusieurs heures. La rencontre n'aboutit à rien, étant donné que Howe n'était pas autorisé à accorder les conditions sur lesquelles la délégation insistait ; toutefois, elle permit de retarder l'attaque imminente des Britanniques, ce qui laissa à Washington plus de temps pour décider s'il devait confronter l'ennemi, et où aurait lieu l'assaut.
Lors du conseil de guerre du 12 septembre, Washington et ses généraux prirent la décision d'abandonner New York. Quatre mille continentaux sous le commandement du général Israel Putnam restèrent pour défendre la ville et le sud de Manhattan, tandis que l'armée principale se déplaça au nord vers Arlem et King's Bridge. L'après-midi du 13 septembre, les navires de guerre britanniques Roebuck et Phoenix, accompagnés des frégates Orpheus et Carysfort, comprenant au total 148 canons et disposant de six bateaux de transport, firent mouillage dans Bushwick Creek. Le 14 septembre, les Américains avaient commencé à déplacer des réserves de munition et du matériel jusqu'à Orangetown. Les éclaireurs rapportèrent que les Britanniques étaient sur le départ, mais Washington n'était toujours pas sûr de leur lieu d'arrivée. Plus tard ce jour-là, la plus grande part de l'armée continentale s'était déplacée à King's Bridge et Harlem Heights ; Washington l'y suivit pendant la nuit,.
Le général Howe avait prévu, au départ, de débarquer le 13 septembre, se souvenant de la date à laquelle James Wolfe avait débarqué avant la bataille des plaines d'Abraham. Il était cependant en désaccord avec le général Clinton à propos du lieu choisi pour l'attaque : Clinton pensait qu'un débarquement à King's Bridge piégerait définitivement Washington, tandis que Howe voulait à l'origine débarquer sur deux fronts, l'un à Kips Bay et l'autre à Horn's Hook, plus au nord sur la rive est ; il abandonna cette idée lorsque les capitaines lui apprirent que les eaux étaient dangereuses à Hell Gate, où se rencontrent les eaux du Long Island Sound et de l'East River. Après des délais dus à des vents défavorables, l'opération du débarquement, prévu à Kips Bay, commença le matin du 15 septembre.

## Le débarquement
L'amiral Howe envoya plusieurs navires en amont de l'Hudson tôt le matin du 15 septembre, mais Washington et ses collaborateurs déterminèrent qu'il s'agissait d'une diversion, et gardèrent leurs forces dans la partie nord de l'île. Cinq cents miliciens du Connecticut placés sous les ordres du colonel William Douglas avaient élevé un parapet rudimentaire sur la ligne américaine à Kips Bay, mais la plupart de ces fermiers et commerçants n'étaient pas expérimentés et ne disposaient pas de mousquets. Ils portaient à la place des piques élaborés à partir de lames de faux attachées à des bâtons. Après être restés éveillés toute la nuit et n'ayant rien ou peu mangé durant les vingt-quatre heures précédentes, ces hommes virent arriver, depuis leur grossière redoute, cinq vaisseaux de guerre sur l'East River, près de leur poste. Tandis que les miliciens restaient dans leurs fossés, les navires britanniques, ancrés à 180 mètres de la rive, ne bougeaient pas. C'est aux alentours de 10 heures du matin, alors qu'il faisait déjà très chaud, que le général Henry Clinton, à qui Howe avait confié le déroulement du débarquement, donna l'ordre de le commencer. Une première vague de plus de quatre-vingt bateaux à fond plat transporta 4 000 Britanniques et Hessiens coude à coude, quitta Newton Creek et entra dans l'East River en direction de Kips Bay.
Vers onze heures les cinq navires de guerre commencèrent une salve de tirs qui démolit les fragiles parapets américains et conduisit les miliciens du Connecticut à paniquer. « Peu de gens, même dans l'armée et dans la marine, n'avaient entendu auparavant des détonations de canon aussi terribles et incessantes », écrivit par la suite Ambrose Serle, secrétaire particulier de Lord Howe. Environ quatre-vingt canons bombardèrent la berge une heure durant. Les Américains étaient à demi-enterrés sous la boue et le sable ; ils étaient incapables de riposter à cause de la fumée et de la poussière. Faisant cesser le bombardement, les bateaux britanniques de transport sortirent de la fumée et se dirigèrent vers le rivage. À ce moment, les Américains partirent en retraite, paniqués, et les Britanniques purent procéder au débarquement sans perte.

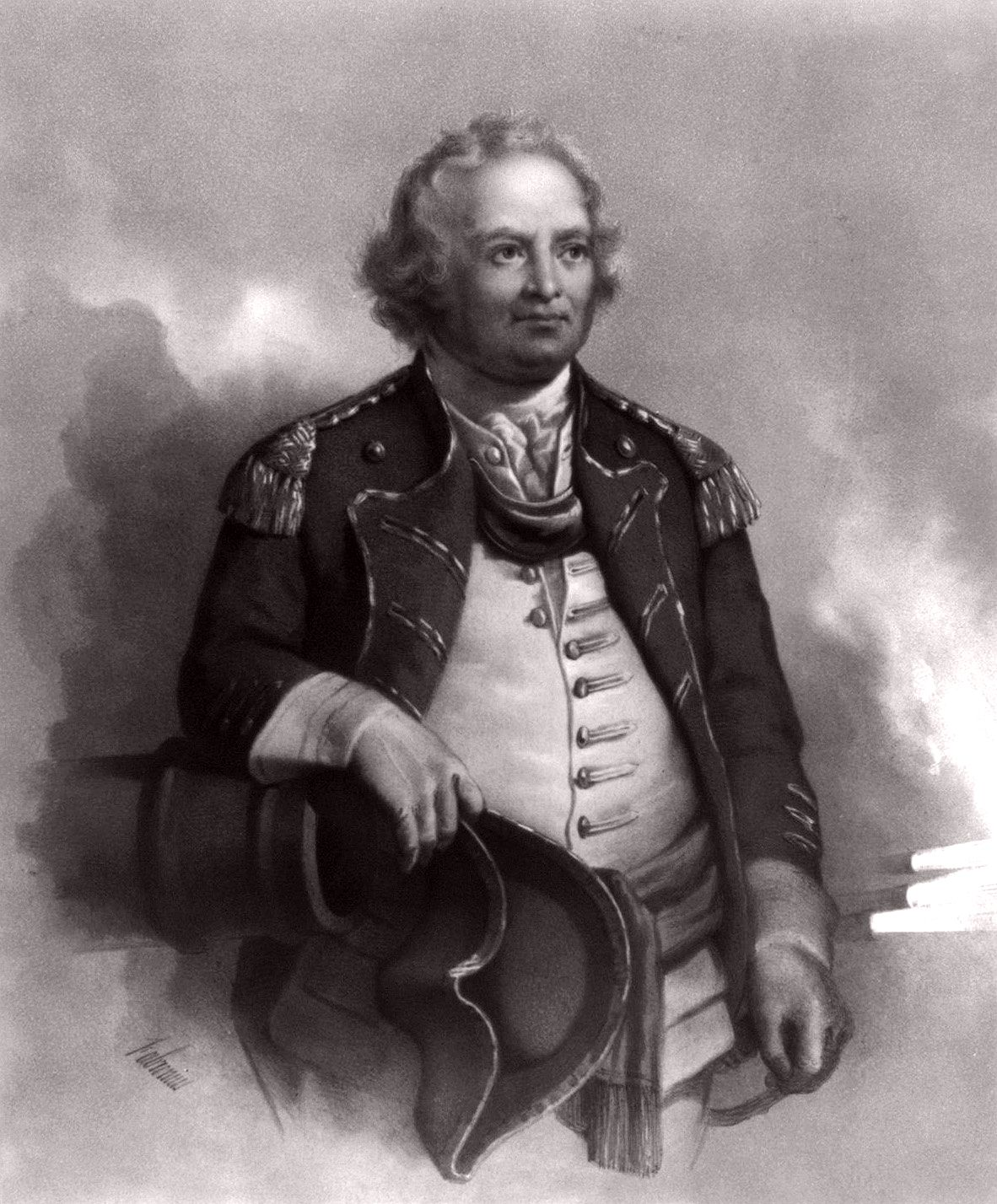
Le général Putnam.

Bien que Washington et ses aides eussent rejoint Harlem Heights depuis le poste de commande peu après le début du débarquement, ils ne purent rallier la milice. À environ un mile à l'intérieur des terres depuis le rivage, Washington, chevauchant parmi ses hommes, essaya de les faire retourner sur le front et de les remettre en ordre, leur reprochant violemment leur conduite. Selon plusieurs témoignages, dans une crise de colère, il aurait brandi un pistolet chargé et son épée, menaçant d'exécuter les fuyards, tout en criant : « Gardez les murs ! Gardez le champ de blé ! ». Voyant que personne n'obéissait, il jeta son chapeau au sol et s'exclama : « Sont-ce là les hommes avec lesquels je dois défendre l'Amérique ? », Lorsque plusieurs fuyards refusèrent d'attaquer un groupe d'Hessiens qui avançait, Washington aurait frappé plusieurs de leurs officiers avec sa cravache. Les Hessiens tirèrent ou passèrent à la baïonnette de nombreux Américains qui essayaient de se rendre. Deux cents hommes de l'Armée continentale dirigés par les généraux Samuel Parsons et John Fellows arrivèrent depuis le nord ; à la vue de la retraite chaotique des miliciens, ils se replièrent eux aussi. Washington, toujours enragé, chevaucha jusqu'à une centaine de mètres de l'ennemi, jusqu'à ce que ses aides le fassent sortir du champ de bataille. De plus en plus de soldats britanniques atteignirent le rivage, dont de l'infanterie légère, des grenadiers et des Jägers hessiens, qui avancèrent dans plusieurs directions. À la fin de l'après-midi 9 000 Britanniques avaient débarqué et Howe avait envoyé une brigade vers New York. Alors que la plupart des Américains parvinrent à s'échapper vers le nord, tous ne purent s'enfuir. « J'ai vu un Hessien couper la tête d'un rebelle et l'attacher à un bâton dans les retranchements », écrivit un officier britannique. Au sud, la brigade arriva à un peu moins d'un kilomètre de Watts Farm (près de la 23e rue actuelle) avant de rencontrer une résistance américaine tenace. Au nord, les Britanniques s'arrêtèrent à l'Inclenberg (aujourd'hui Murray Hill, une colline à l'ouest de Kips Bay), juste à l'ouest de l'actuelle Lexington Avenue, le général Howe leur ordonnant d'attendre le reste des troupes d'invasion. Cet arrêt fut heureux pour les milliers d'Américains qui étaient encore au sud de Kips Bay. Si Clinton avait continué à marcher vers l'ouest et l'Hudson, il aurait séparé de l'armée principale les troupes du général Putnam, qui représentaient un tiers des forces de Washington, les piégeant dans le sud de Manhattan.
Le général Putnam était venu au nord avec certaines de ses troupes au début du débarquement. Après avoir brièvement discuté avec Washington à propos des risques d'encerclement de ses forces dans la ville, il chevaucha au sud pour organiser leur retraite. Abandonnant les réserves et l'équipement qui la retarderaient, sa colonne, dirigée par son aide Aaron Burr, se dirigea vers le nord en suivant l'Hudson. La marche forcée fut si rapide, et l'avancée britannique assez lente, pour que seules les dernières compagnies de la colonne aient à subir des escarmouches de l'ennemi. Lorsque Putnam et ses hommes arrivèrent dans le camp principal à Harlem une fois la nuit tombée, ils furent accueillis par des acclamations, la plupart pensant qu'ils avaient été défaits. Henry Knox arriva plus tard, après s'être enfui en s'emparent d'un navire sur l'Hudson ; il fut accueilli pareillement, et Washington lui donna l'accolade.

## Après la bataille
Les Britanniques furent accueillis par les habitants de New York restés dans la ville, qui hissèrent l'Union Flag à la place du drapeau de l'Armée continentale. Howe, qui avait voulu capturer New York rapidement et avec le minimum de pertes, considéra l'invasion comme un succès total. Ne désirant pas continuer le combat ce jour-là, Howe dressa son camp à proximité de Harlem,.
Washington exprima une très forte colère à cause du comportement de ses troupes, leurs actions comme « honteuses » et « scandaleuses ». Les soldats originaires du Connecticut, qui avaient déjà mauvaise réputation, furent considérés comme des lâches, et comme les principaux responsables de la déroute. Cependant, d'autres étaient plus circonspects, à l'instar du général William Heath, qui déclara que « les blessures reçues sur Long Island étaient encore fraîches ; et les officiers, si ce n'est les hommes, savaient que la ville ne serait pas défendue »,. Si les hommes du Connecticut étaient restés pour défendre l'île de York sous le bombardement ennemi, s'exposant à des forces numériquement supérieures, ils auraient été anéantis.
Le jour suivant, le 16 septembre, les deux armées se combattirent lors de la bataille de Harlem Heights.